# شبه‌جزیره کوتنتن

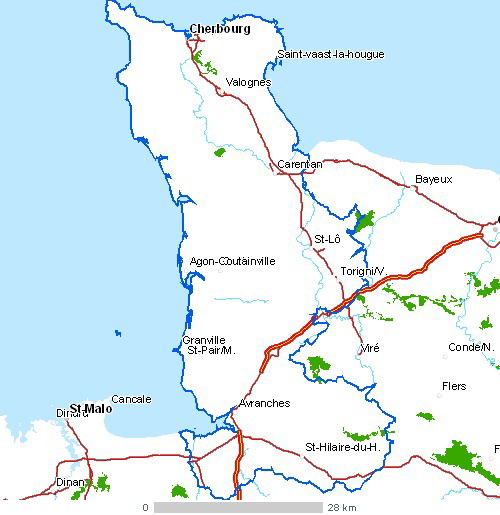
Carteroute50

شبه‌جزیره کوتنتن (نورمان: Cotentîn) شبه‌جزیره‌ای است در نرماندی که بخشی از ساحل شمال‌غربی فرانسه را تشکیل می‌دهد. این شبه‌جزیره از جانب شمال‌غربی به کانال مانش و به سمت انگلستان امتداد می‌یابد.